# Vilma Bánky
Vilma Bánky (9 de enero de 1901 - 18 de marzo de 1991) fue una actriz húngara que destacó en el cine mudo, iniciando su carrera en Budapest, continuándola en Francia, Austria y Alemania.

## Inicios
Su verdadero nombre era Vilma Koncsics, sus padres fueron János Koncsics (1875-1948), quien trabajaba para el emperador austro-húngaro, y Katalin Ulbert (1880-1947), que era actriz y aficionada a las artes. Tuvo dos hermanos: Gyula y Gizi (Gissella). Nació en Nagydorog, Imperio austrohúngaro, tras acabar secundaria, en contra del deseo de sus padres, comenzó a estudiar interpretación en Budapest, a donde la familia se trasladó siendo Vilma muy pequeña aún, y empezó a trabajar en el cine en 1919, siendo su primera aparición en el film Im Letzten Augenblick, dirigido por Carl Boese en Alemania (aunque es cierto que apareció en una película húngara de 1917). Entre ese año y 1925, trabajó en catorce producciones tanto alemanas y austríacas como húngaras. En un viaje a Budapest en 1925, el productor de Hollywood Samuel Goldwyn descubrió a la belleza rubia de ojos violeta y firmó un contrato. Poco después se trasladó a América.

## Carrera
Fue llamada "La Rapsodia Húngara" y conectó inmediatamente con el público americano. Tuvo como oponentes cinematográficos a grandes del cine mudo tales como Rodolfo Valentino en El Águila Negra (1925) y El hijo del sheik (1926) y Ronald Colman en una serie de fantásticas historias de amor, incluyendo The Dark Angel y The Winning of Barbara Worth. Valentino y Bánky fueron íntimos amigos y, a pesar de los rumores, no hubo entre ellos más que amistad. Bánky vio la necesidad de tener buenas amistades en Hollywood, entre ellas estuvieron Victor Varconi, Gloria Swanson, Lya De Putti, Lili Damita, y Leatrice Joy. Se ha dicho que su fuerte acento húngaro fue la causa de su corta carrera una vez llegado el cine sonoro, pero lo cierto es que en esa época fue perdiendo su interés por el cine y se centró en la vida familiar con su marido y, de hecho, en 1928 ya había anunciado su intención de retirarse. Su última película fue A Lady to Love, de 1930, pero hizo una colaboración con un papel protagonista en 1933. Hizo en América diez filmes. De sus 24 películas, siete se conservan en su totalidad. De otras tres solo se conservan fragmentos (Tavaszi Szerelem en pedazos dispersos, los cinco primeros rollos de The Magic Flame y una copia incompleta de Two Lovers).

## Después de Hollywood
Se casó con el actor Rod La Rocque el 26 de junio de 1927, durando el matrimonio hasta el fallecimiento de él el 15 de octubre de 1969, en una de las bodas más extravagantes de su época. No tuvieron hijos.
Durante todo su retiro, una de las pocas cosas que hizo fue jugar al golf. Llegó a ser una notable golfista, incluso a la edad de ochenta años.
En 1981 creó una fundación educativa para la infancia llamada "The Banky - La Rocque Foundation", y que sigue en funcionamiento.
Pasó los últimos 5 años de su vida en un asilo de ancianos, muy enferma y sola, ya que en todo ese tiempo no recibió ni una sola visita. Además, le molestó mucho la falta de atención del público. Bánky falleció el 18 de marzo de 1991 por un fallo cardiopulmonar, a los 93 años. Sin embargo, y por un deseo propio, su muerte no fue anunciada hasta el otoño de 1992. Fue incinerada y sus cenizas se dispersaron en el mar.

## Filmografía

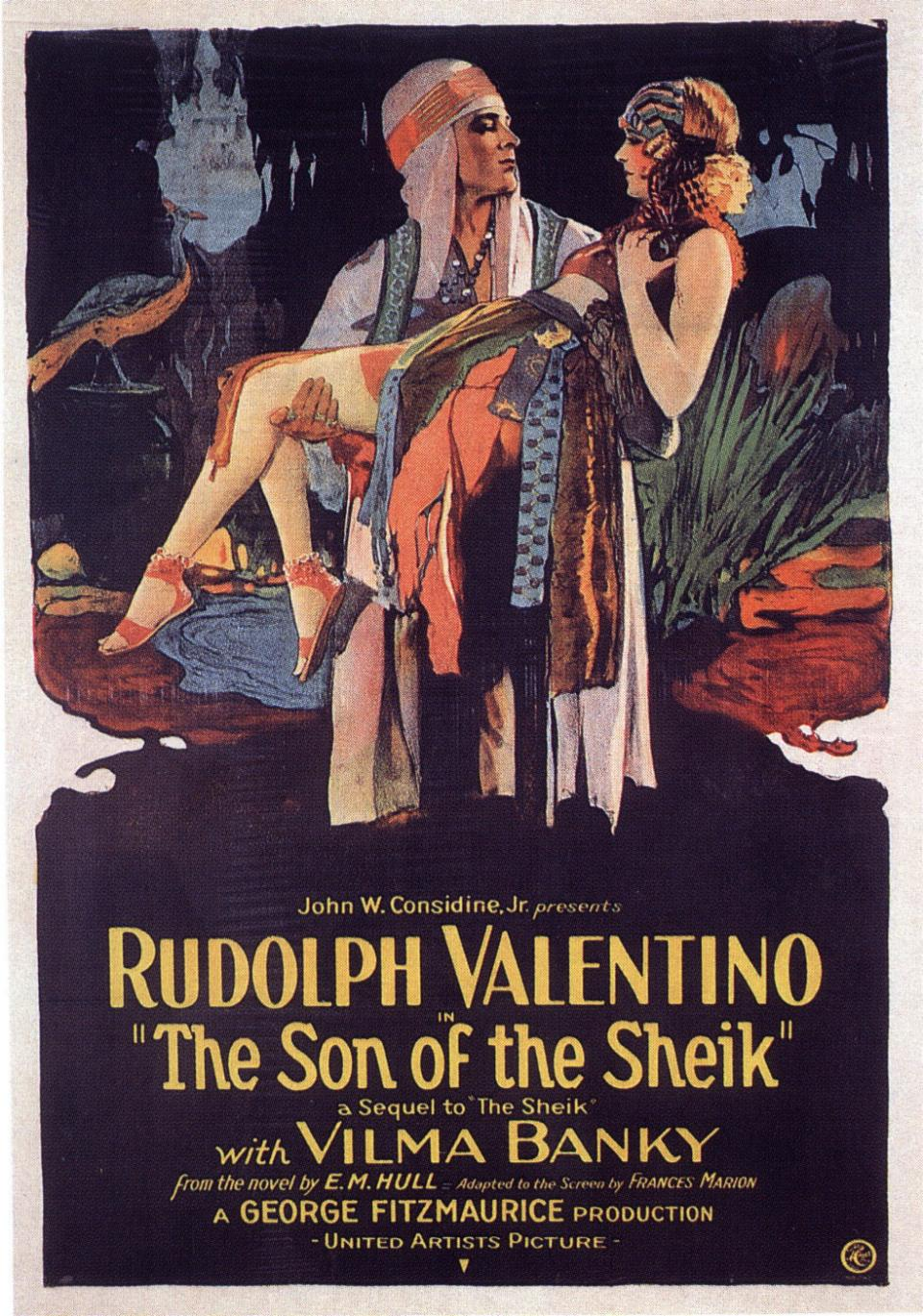
Rodolfo Valentino y Vilma Bánky representados en un cartel de la película de George Fitzmaurice El hijo del caíd (The Son of the Sheik, 1926).

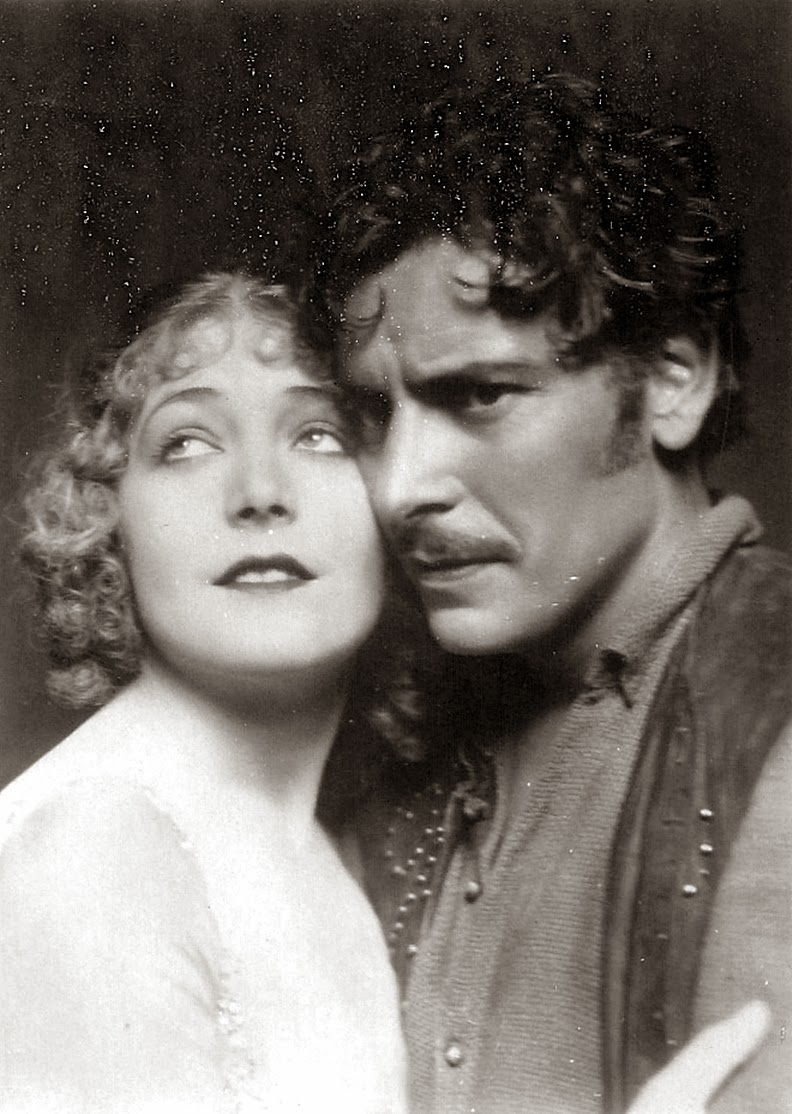
Con Ronald Colman en una postal publicitaria de la película de 1927 Venganza gitana (The Night of Love), con guion basado en un poema de Calderón.

| Año  | Película                     | Personaje             |
| ---- | ---------------------------- | --------------------- |
| 1917 | Tavaszi szerelem             |                       |
| 1919 | Im letzten Augenblick        |                       |
| 1921 | Veszélyben a pokol           |                       |
| 1921 | Galathea                     |                       |
| 1922 | Schattenkinder des Glücks    |                       |
| 1922 | Kauft Mariett-Aktien         |                       |
| 1922 | A halott szerelme            |                       |
| 1923 | Das Bildnis                  |                       |
| 1924 | Der Zirkuskönig              |                       |
| 1924 | Die letzte Stunde            |                       |
| 1924 | Das verbotene Land           |                       |
| 1924 | Das schöne Abenteuer         |                       |
| 1925 | The Dark Angel               | Kitty Vane            |
| 1925 | The Eagle                    | Mascha Troekouroff    |
| 1926 | The Son of the Sheik         | Yasmin, hija de André |
| 1926 | The Winning of Barbara Worth | Bárbara Worth         |
| 1927 | The Night of Love            | Princesa Marie        |
| 1927 | The Magic Flame              | Bianca, la artista    |
| 1928 | Two Lovers                   | Leonora de Vargas     |
| 1928 | The Awakening                | Marie Ducrot          |
| 1929 | This is Heaven               | Eva Petrie            |
| 1930 | A Lady to Love               | Lena Schultz          |
| 1933 | The Rebel                    | Erika Leroy           |